# محمد بوشهری معین‌التجار
حاج محمد دهدشتی شاهرخ ملقب به محمد علی آقا معین‌التجار بوشهری‌ (زاده ۱۲۳۸ خورشیدی در بوشهر، وفات ۱۳۱۲ در تهران)،  از سیاستمداران و ‌ملاکان بزرگ ایرانی و عضو اتاق تجارت تهران بود، که در دوره نخست بعنوان نماینده تهران و دوره سوم بعنوان نماینده بوشهر در مجلس شورای ملی حضور داشت.

## زندگی‌نامه

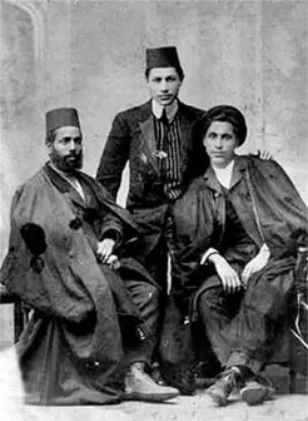
معین التجار در کنار سید ضیاالدین طباطبایی

محمد علی آقا معین‌التجار بوشهری (زاده ۱۲۳۸ خورشیدی در بندر بوشهر بود. 
خاندان معین التجار از خاندان‌های مشهور و سرشناس بندر بوشهر بودند و اصالتی دهدشتی داشتند که به لحاظ حضور در عرصه‌های سیاسی و اجتماعی و همچنین اقتصادی، نقشی پررنگ در ایران دوره قاجاریه و حتی بعدها در دوران پهلوی داشته اند.پدرش محمدرحیم دهدشتی شاهرخ ملقب به ملک التجار از تجار و اعیان بوشهر بود. 
معین التجار بوشهری پنج داماد داشت كه همگی از خاندان‌های متنفذ و متمول زمان خود بودند. ۱- علی‌اکبر ناظم التجار ۲- میرزا محمدعلی‌خان ملک‌التجار ۳- سيد حسين خان آصف‌الملک ۴- محمد آقا جواهری ۵-حسن امین‎‌الضرب، پسرحاج حسين آقا امين الضرب .

## امتیاز کشتیرانی در کارون
معین التجار با ثروت و نفوذی که داشت توانست امتیاز کشتیرانی در کارون را از ناصرالدین‌شاه بگیرد. طبق این امتیازنامه:
ـ برای این که کشتی‌ها در این «بندر مبارکه ناصری» لنگر اندازند و کارکنان کشتی‌ها «به راحت و سهولت به خشکی پیاده شوند»، معین‌التجار باید یک اسکله، یک کاروانسرا و «دکاکین به قدر ضرورت» بسازد.
ـ کمپانی ناصری «مستلزم» بود یک «خط آهن به همراه تراموای هم بکشد»، تا کالاهای داخله و خارجه زودتر به مقصد برسد. بنابراین کمپانی ناصری در ساحل چپ کارون در نزدیکی اهواز، خط آهنی‌ به‌ طول‌ سه کیلومتر کشید که‌ کالاها را به‌ وسیله تراموای‌ اسبی‌ به‌ شوشتر حمل‌ می‌کرد.
ـ از «بندر ناصری تا بندر شوشتر»، امتیاز آمد و شد کشتی‌ها در جهت «حمل و نقل مال‌التجاره داخله و خارجه» به حاجی واگذار شد. اگر کشتی کم می‌آمد، کمپانی برعهده می‌گرفت که «بر عدد جهازات خود بیفزاید». یکی از کشتی‏های کمپانی به نام ناصری در قسمت جنوبی کارون و کشتی سوزا هم در قسمت شمالی کارون در رفت و آمد بودند.
رشد و گسترش بازرگانی در بندر ناصری سبب شد تا در۱۳۱۰ ه ـ ق/ ۱۸۹۲ م. و حتی پیش از کشیدن جاده لینچ (شوشتر ـ اصفهان) معین‌التجار طبق امتیازنامه، کاروانسرایی با ۲۴ دهنه مغازه در اهواز بسازد و حتی در پی آن باشد تا بر شمار آنها بیفزاید.
حسنقلی‌خان نظام‌السلطنه نیز در محلی پایین‌تر از صخره‌ها، که محل تخلیه بار‌های کشتی بود، ساختمان‌هایی بنا نهاد.
به این ترتیب رونق بازرگانی در اهواز و نیز مشکل وجود صخره‌ها که کارون را به دو بخش شمالی و جنوبی تقسیم می‌کرد باعث شد که برای گذر از محل این صخره‌ها و انتقال کالاها از راه زمینی استفاده شود. استفاده از راه زمینی و جابه‌جایی کالاها زمینه پیدایش انبارها و کاروانسراهایی از جمله کاروانسرای معین‌التجار را در اهواز فراهم کرد. معین‌التجار با کشیدن خط آهن از کنار رودخانه تا محل مسجد سرسچه (مسجد آیت‌الله شفیعی کنونی) بارهایی را که از خرمشهر به وسیله کشتی به ناصری وارد می‌شد با واگن‌های اسب‌کش تا کاروانسرا منتقل می‌کرد و سپس به محل اهواز قدیم (محله عامری) حمل نموده و از آنجا پس از تخلیه به وسیله کشتی به شلیلی و مقابل درخزینه در سه فرسنگی شوشتر می‌رساند.

## اقدامات
معین‌التجار بوشهری به عنوان تاجری سرشناس و یکی از نمایندگان ترقی‌خواه مجلس در دوره قاجاریه محسوب می‌شد که نقش مهمی در تاسیس بانک ملی و شورای عالی تجارت و همچنین رونق مدرسه سعادت بوشهر داشت و در سرمایه‌گذاری برای ایجاد صنایع ملی پیشگام بود.

در دوران خسارت بار جنگ جهانی اول که شرایط سختی بر مردم ایران حاکم بود، برخی سرمایه داران ایران درصدد برآمدند تا بخشی از سرمایه خود را در راه ایجاد صنایع ملی، سرمایه گذاری کنند. از جمله این افراد، معین التجار بوشهری بود که همانند امین الضرب که از طبقه سرمایه دار نوظهور ایران بودند در صدد برآمد تا قسمتی از سرمایه خود را در صنایع ملی سرمایه گذاری کنند. 
یکی دیگر از اقدامات معین التجار در اواخر عهد قاجار که نشان دهنده جایگاه سیاسی و اقتصادی اوست، این بود که او ضامن برافراشته بودن پرچم ملی ایران در نقاط جنوبی محسوب می شد. او در املاک خود که تقریباً بیشتر قسمت های جنوبی ایران از خوزستان، بندرعباس، ممسنی و بوشهر را شامل می شد، بابت جلوگیری از جایگزینی پرچم بیگانگان به جای پرچم ملی ایران، سالیانه مبلغی حدود ۱۰۰ تومان اجاره دریافت می کرد.

نخستین كتابی كه در مورد خلیج فارس نوشته شده مربوط به معین التجار بوشهری در سال ۱۲۸۵ هجری خورشیدی است که در این كتاب مطالب خوبی را در مورد خلیج فارس و اسنادی در این زمینه آورده است. 